# بمب‌گذاری فرودگاه صبیحه گوکچن ۲۰۱۵
بمب‌گذاری فرودگاه صبیحه گوکچن در ۲۳ دسامبر ۲۰۱۵ در محوطه فرودگاه بین‌المللی صبیحه گوکچن در استانبول ترکیه رخ داد. این انفجار که حدود ساعت ۰۲:۰۵ به وقت محلی رخ داد، دو نظافتچی فرودگاه را مجروح کرد که یکی از آنها بعد از انتقال به بیمارستان، جان خود را از دست داد. چند ساعت بعد، پروازها به حالت عادی از سر گرفته‌شد در حالی که بن‌علی ییلدیریم، وزیر حمل‌ونقل و زیرساخت (ترکیه)، مدعی شد که هیچ نقص امنیتی در فرودگاه وجود نداشته است. شاهدان در ابتدا ادعا کردند که صدای سه انفجار پی‌درپی را شنیده‌اند، اگرچه علت انفجار گفته نشد و بازرسان دولتی از عنوان عبارت تروریسم به عنوان انگیزهٔ انفجار، خودداری کردند. دیلی تلگراف مدعی شد که این انفجار، به‌احتمال زیاد، ناشی از یک بمب بوده است.
این انفجار در حالی رخ داد که ارتش ترکیه به عملیات مسلحانهٔ خود علیه شبه‌نظامیان حزب کارگران کردستان (پ‌ک‌ک) در جنوب‌شرق این کشور ادامه می‌داد و از ژوئیه ۲۰۱۵، آتش‌بس و مذاکرات صلح بین شهروندان کرد و دولت ترکیه از بین رفته‌بود.
در ۲۷ دسامبر ۲۰۱۵، چهار روز پس از این حمله، گروه بازهای آزادی کردستان (TAK) مسئولیت این انفجار را برعهده گرفت و اعلام کرد که این انفجار در نتیجه پرتاب خمپاره، به‌تلافی ادامهٔ عملیات نظامی ارتش ترکیه در شهرهای کردنشین جنوب‌شرق این کشور بوده است. TAK یک شاخه شهری از PKK است.
مهاجم در ۲۸ اکتبر ۲۰۱۷ در استانبول دستگیر شد.